# Faurea princeps
Faurea princeps – gatunek widłonoga z rodziny Cyclopidae; jedyny przedstawiciel rodzaju Faurea. Gatunek i rodzaj opisał w 1927 francuski biolog morski Alphonse Labbé.